# جوني جونستون (لاعب كريكت)
جوني جونستون (15 فبراير 1953 في المملكة المتحدة - 2 يونيو 2008 في المملكة المتحدة) (بالإنجليزية: Johnny Johnston)‏ هو لاعب كريكت بريطاني. لعب مع نادي مقاطعة دورهام للكريكت ‏.

## وصلات خارجية
- جوني جونستون على موقع إي آس بي آن كريك إنفو (الإنجليزية)